# ضفادع بشرية

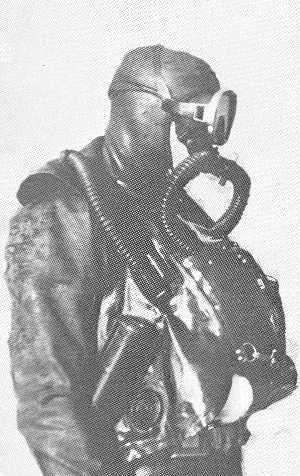
ضفدع بشري

الضفدع البشري أو الرجل الضفدع اسم شائع للغطس في البحار. عمّت الكلمة سنة 1940م بسبب بدلة الغطس المبتلة للغواصين وبسبب الزعانف على قدميّ الغواص.يُستخدم المصطلح لوصف الغواصين وبخاصة المنضمين للأجهزة الأمنية كالجيش والشرطة. القوات الخاصة البحرية هي إحدى وحدات القوات البحرية التي تقوم بالعمليات الخاصة التي تحتاج لنوعية متميزة من الرجال ذوى مواصفات جسمانية وعقلية وفنية خاصة. يتصف رجال القوات الخاصة البحرية بقدرتهم على العمل تحت أقسى الظروف الطبيعية، ويجب أن يكون الفرد صاحب كفاءة قتالية وبدنية عالية ولديه القدرة على اتخاذ القرار السليم في المواقف الطارئة والحرجة.
كان أول ظهور لهذا النوع من القوات في سلطنة عُمان عندما كان البرتغاليون يحتلون هذه البلاد. في سنة 1650م عندما كان البرتغاليون يحتلون الجزء الشمالي من سلطنة عمان إتحدت القبائل الداخلية بقيادة الإمام سلطان بن سيف اليعربي وكوّنت فرقاً متعددة كان إحداها فرقة الضفادع البشرية التي ساهمت في في معركة تحرير عمان. كانت أهم أعمالها الهجوم على السفن التي كانت تطلق المدافع على الثوار العُمانيين من داخل البحر.[بحاجة لمصدر]
وظهرت الضفادع البشرية كأحد أسلحة القوات الخاصة البحرية خلال الحرب العالمية الثانية عندما استخدمها الإيطاليون ضد الأسطول البريطانى في البحر المتوسط وأحرزت نجاحا باهرا حيث أغرقت أكثر من 30 قطعة حربية بريطانية متنوعة وأعطبت الكثير.

ومنذ هذا التاريخ وحتى الآن، تطورت الضفادع البشرية تطوراً كبيراً لتصبح من أكثر الأسلحة البحرية فعالية وكفاءة.

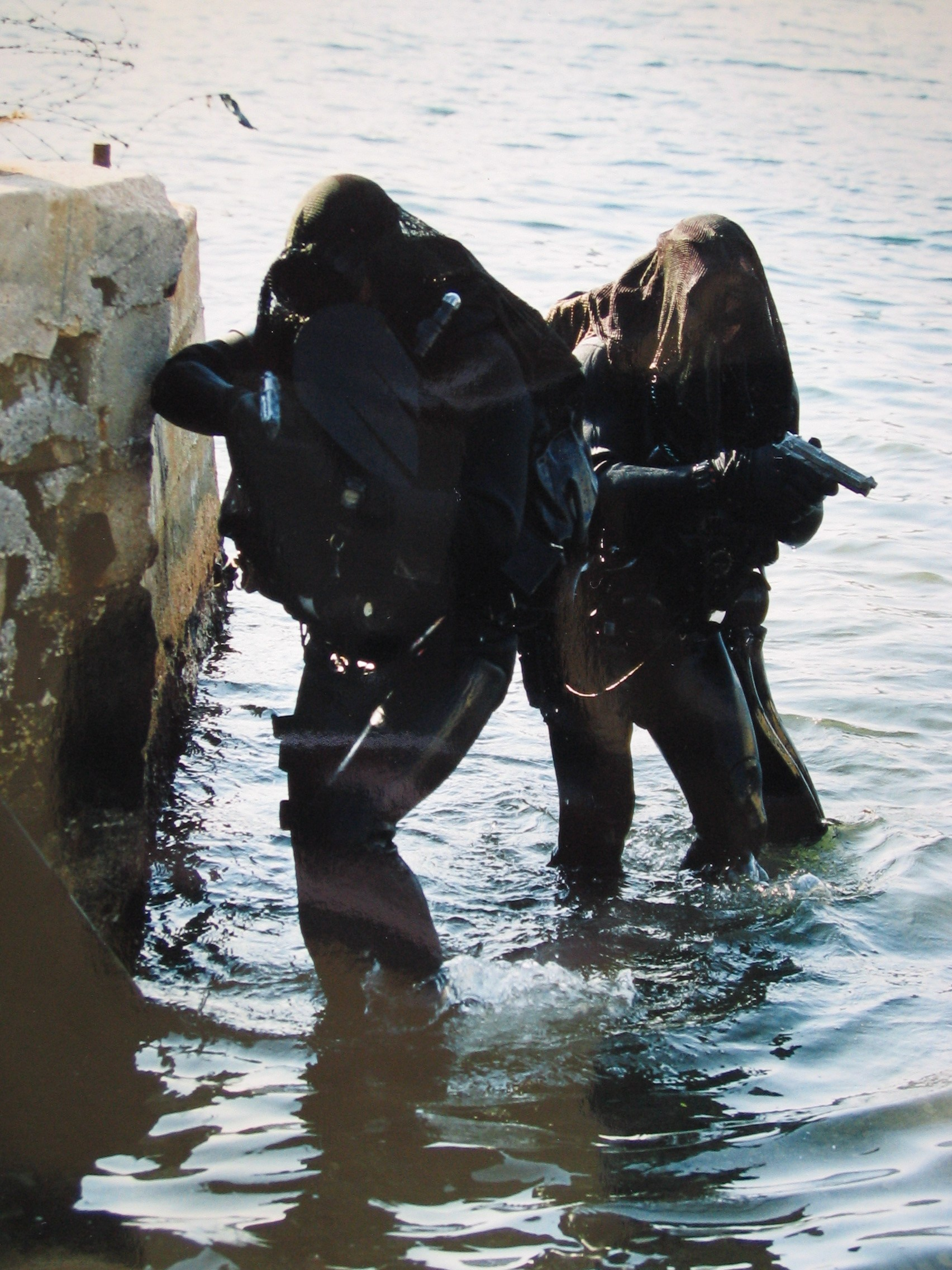
ضفادع بشرية في أحد التدريبات

## خصائص مهام الضفادع البشرية
من ضمن مهام رجال الضفادع البشرية ما يلي:
1. تنفيذ عمليات الضفادع البشرية بعدد محدود من الأفراد، إذ أن المجوعة الواحدة تتكون من فردين فقط وعادة ما يشن الهجوم بواسطة ثلاث أو أربع مجموعات بالإضافة إلى مجموعة القيادة والسيطرة.
2. تهاجم الضفادع البشرية الهدف من تحت سطح البحر، ويسبق مرحلة الهجوم مرحلة الانتقال إلى منطقة الهدف وتتم بواسطة السباحة على السطح أو بواسطة عائمات خفيفة أو من خلال الغواصات، وأحياننا من سفن الإبرار البحرى والمدمرات. ويوجد جهاز لسحب أفراد الضفادع البشرية يشبه الطوربيد مزود بمقاعد ويعمل بمحرك كهربى.